# 하인츠 하르멜
하인츠 하르멜(독일어: Heinz Harmel, 1906년 6월 29일 - 2000년 9월 2일)은 제2차 세계 대전 당시 나치 독일군에서 복무한 무장 친위대 장교이다. 제1차 세계 대전 참전 경력이 없는 소수의 무장 친위대 장군 중 하나로 마켓가든 작전 당시 전력이 피폐했던 휘하 제10 SS 기갑 사단 프룬츠베르크로 연합군의 공세를 무산시켰다. 나치당에 가입하지 않은 하르멜은 사관으로 임관한 지 채 8년도 안 되어 장군으로 승진한 경이로운 이력을 가지고 있다.
대전 최말기 동부 전선의 위기, 바로 그 한가운데 내던져진 하르멜의 프룬츠베르크 사단은 제국의 몰락을 막기 위해 최후의 싸움에 나섰다. 1945년 4월 중순 슈프렘베르크(Spremberg) 시에서 프룬츠베르크 사단이 소련군에게 포위되었고, SS 최고사령부는 전선을 사수하라는 명령을 내렸다. 그러나 하르멜은 명령을 무시하고 포위망을 돌파, 드레스덴 북서 지구로 철수해 수비선을 재구축했다. 당시 하르멜의 상관이었던 페르디난트 쇠르너 원수는 슈프렘베르크 탈환을 명령했지만, 이 "자살 명령"을 따를 수 없었던 하르멜은 명령 수행을 거부했고, 그 결과 사단장 직에서 해임되어 한직인 이탈리아 북부에 위치한 클라겐푸르트 SS 사관 학교로 좌천되고 말았다.
하지만 한직으로 쫓겨난 후에도 복수심에 불타는 유고슬라비아 독립군의 손아귀로부터 자국민을 구하기 위해 동학교 인원을 기간으로 편성된 전투단을 이끌고 계속해서 전투를 수행했다. 독일이 정식으로 항복한 후에도 하르멜은 부하들과 피난민을 이끌고 오스트리아 남부에서 필사의 퇴각전을 펼쳤고, 그곳에서 영국군에게 포로가 되었다.

## 약력
- 1906년 6월 29일 당시 독일 영토였던 로트링엔 지방 메츠(Metz) 시에서 출생
- 1926년 5월 바이마르 공화국 육군에 입대, 제6 보병 연대에 배속
- 1928년 - 1935년 부사관으로 복무하며 예비역 원사(Oberfeldwebel der Reserve)로 승진
- 1935년 10월 2일 SS에 가입(SS 번호 278,276), SS 게르마니아 연대 1중대에서 소대장으로 근무
- 1936년 - 1938년 SS소위 임관, SS 도이칠란트 연대 소대장으로 근무
- 1939년 - 1940년 SS 데어 퓌러 연대 9중대장으로 근무
- 1940년 11월 14일 SS 데어 퓌러 연대 2대대장에 취임
- 1940년 12월 4일 SS 도이칠란트 연대장에 취임
- 1940년 - 1943년 SS 도이칠란트 연대장으로 근무
- 1944년 4월 27일 제10 SS 기갑 사단 프룬츠베르크 정식 사단장에 취임
- 1945년 4월 27일 명령 불복종을 이유로 프룬츠베르크 사단장에서 해임
- 1945년 4월 28일 클라겐푸르트 SS 사관 학교(SS-Junkerschule Klagenfurt)으로 전속
- 1945년 5월 영국군에게 전쟁포로로 억류
- 2000년 9월 2일 노르트라인베스트팔렌 주 크레펠트(Krefeld) 시에서 사망

## 진급 내역
- 1937년 1월 30일 SS소위
- 1942년 6월 0일 SS중령
- 1944년 4월 20일 SS준장
- 1944년 9월 7일 SS소장

## 서훈 내역
- 전차 격파장 은장 (panzervernichtungsabzeichen in Silber)
- 1940년 5월 30일 2급 철십자장
- 1940년 7월 1일 1급 철십자장
- 1940년 12월 4일 보병돌격장 동장 (Infanterie-Sturmabzeichen in Bronze)
- 1941년 11월 29일 독일십자장 금장 (Deutsches Kreuz in Gold)
- 1942년 8월 15일 동부 전선 종군장 (Ostmedaille)
- 1943년 3월 21일 전상장 흑장 (Verwundetenabzeichen 1939 in Schwarz)
- 1943년 3월 31일 기사십자장 (제3 SS 기갑척탄병 연대 도이칠란트 연대장)
- 1943년 9월 7일 백엽 기사십자장 (296번째, 제3 SS 기갑척탄병 도이칠란트 연대장)
- 1944년 12월 15일 백엽 검 기사십자장 (116번째, 제10 SS 기갑 사단 프룬츠베르크 사단장)

※전차 격파장은 판처파우스트 같은 개인 휴대용 대전차 화기 혹은 육탄 공격으로 격파했을 때 주어지는 훈장이다. 하인츠 하르멜은 SS 도이칠란트 연대장 시절 육탄으로 전차 1대를 격파한 전적이 있다.

## 참고 문헌
- Mike Miller, Axis Biographical Research "Heinz Harmel"
- Lexikon-der-wehrmacht.de "Heinz Harmel"
- Marc J. Rikmenspoel, Waffen-SS Encyclopedia (The Aberjona Press 2004). ISBN 0-9717650-8-1